# Sinn und Sinnlichkeit (2008)
Die Mini-Serie Sinn und Sinnlichkeit des US-amerikanischen Regisseurs John Alexander aus dem Jahr 2008 basiert auf dem englischen Literaturklassiker „Sense and Sensibility“ („Verstand und Gefühl“) von Jane Austen; dieser wurde bisher fünfmal verfilmt.
Die Serie ist bereits die dritte BBC-Produktion zum selben Roman.

## Handlung
Mr. Dashwood lebt mit seiner zweiten Frau und ihren drei Töchtern Elinor, Marianne und Margaret auf einem herrschaftlichen Anwesen namens Norland Park in Sussex. Als er stirbt, ist er durch geltendes Erbrecht gezwungen, seinen ganzen Besitz seinem Sohn John aus erster Ehe zu hinterlassen und die Versorgung seiner Frau und seiner Töchter dem Gewissen des Sohnes anheimzustellen. Dieser jedoch ist mit einer hartherzigen Frau, Fanny, verheiratet, die eine finanzielle Absicherung der Schwägerinnen verhindert und sie aus Norland Park vertreibt. 
Zuvor begegnen sie dort jedoch Edward Ferrars, dem älteren Bruder von Fanny. Dieser ist, ganz im Gegensatz zu seiner Schwester, sehr zuvorkommend und freundlich. Von ihm als künftigem Erben des Familienvermögens wird eine politische Karriere und eine standesgemäße Heirat erwartet, er selbst zöge jedoch das einfache Landleben vor. Er und Elinor entwickeln große Zuneigung füreinander, sind jedoch beide zu zurückhaltend, um ihre Gefühle zu offenbaren. 
Da sie sich nun finanziell sehr einschränken müssen, ziehen die Damen Dashwood nach Devonshire in ein Cottage eines Verwandten, Sir John Middleton. In dessen herrschaftlichem Anwesen Barton Park werden die Dashwoods herzlich begrüßt; Sir Johns Schwiegermutter, Mrs. Jennings, ist eine warmherzige, etwas geschwätzige Frau, die sogleich nach passenden Ehemännern für die drei Mädchen Ausschau hält. So arrangiert sie ein gemeinsames Abendessen mit dem Nachbarn und langjährigen Freund der Familie, Colonel Brandon, einem fünfunddreißigjährigen Gutsbesitzer. Der Colonel verliebt sich auf den ersten Blick in die siebzehnjährige Marianne, diese ist von sehr gefühlsbetontem, leidenschaftlichem Wesen und kann daher mit dem doppelt so alten und zurückhaltenden Colonel nicht viel anfangen. Als sie John Willoughby begegnet, einem jungen Herrn der Gesellschaft, ist es um sie geschehen: Sie verliebt sich unsterblich und glaubt, in ihm ihren Seelenverwandten gefunden zu haben. Die Verbindung wird von ihrer Familie, Sir Middleton und Mrs. Jennings begrüßt, alle nehmen an, die beiden seien bereits heimlich verlobt und warten auf seinen offiziellen Antrag. An dem Tag, an dem er sich bei Mariannes Mutter für dieses wichtige Gespräch angekündigt hatte, erscheint Willoughby und verabschiedet sich mit dürren, kurzen Worten nach London, wohin ihn seine Tante, deren Erbe er einst anzutreten hofft und die ihn finanziell aushält, beordert habe. 
Als Mrs. Jennings mit Elinor und Marianne für die Wintermonate in ihre Londoner Residenz zieht, wartet Marianne dort vergeblich auf Willoughbys Besuch. Auf einem Ball endlich treffen sich die beiden, Willoughby ist ihr gegenüber abweisend und kalt. Sie kann sich sein Verhalten nicht erklären. Jedoch erfährt sie anderntags, dass er sich mit einer reichen Erbin verlobt habe. In London treffen die Mädchen auch die beiden Schwestern Steele. Lucy Steele vertraut Elinor ihr großes Geheimnis an: Sie ist seit vier Jahren heimlich mit Edward Ferrars verlobt! Elinor ist im Gegensatz zu ihrer impulsiven Schwester eine sehr zurückhaltende, „vernünftige“ junge Frau, die ihre Gefühle nicht nach außen trägt. Dennoch ist es für sie sehr schwer, das gedankenlose Geplapper von Lucy Steele zu ertragen, die ihr von Edward vorschwärmt, den Elinor doch insgeheim liebt. Bei einem Essen in Mrs. Ferrars Haus, zu dem die Dashwoods als Verwandte und auch die Steele-Schwestern eingeladen sind, erfahren sie von Mrs. Ferrars Plänen, Edward mit einer reichen und begabten Erbin zu verheiraten. Als Lucys Schwester sich verplappert und das Geheimnis der Verlobung Edwards mit Lucy seiner Mutter zu Ohren kommt, stellt diese ihn vor die Wahl, sich entweder die ungewünschte Verbindung oder aber sein Erbe und seine Familie aus dem Kopf zu schlagen. Der ritterliche Edward will sein Lucy gegebenes Versprechen nicht brechen, und so wird er aus der Familie verstoßen, sein jüngerer Bruder Robert wird nun Erbe des Familienvermögens. Colonel Brandon bietet Edward eine Pfarrstelle auf seinem Gut Delaford an, um ihm ein Auskommen zu ermöglichen.
Elinor und Marianne reisen in Begleitung von Colonel Brandon zurück aufs Land, wo sie einige Zeit auf dem Anwesen Cleveland verbringen. Der Colonel hat Elinor mittlerweile anvertraut, dass sein Mündel (die Tochter seiner Jugendliebe, die er nicht heiraten durfte) von Willoughby verführt und mitsamt dem neugeborenen Kind sitzen gelassen worden sei. Marianne wandert in ihrer Trauer um Willoughby während eines Gewitters durch den Park, wird vom Colonel aufgefunden und entwickelt – durch fehlenden Lebensmut begünstigt – eine lebensgefährliche Lungenentzündung; ihr Überleben steht auf Messers Schneide, doch sie gesundet. Mit der Krankheit scheint sie auch den Liebesschmerz um Willoughby überwunden zu haben, und mit der Zeit erholt sie sich von beidem. Reifer geworden, erkennt sie nun die Vorzüge Colonel Brandons, der sich ihr nicht aufdrängt, sie jedoch weiterhin verehrt und ihr schließlich einen Antrag macht, den sie freudig annimmt.
Im Cottage hören die Dashwood-Frauen von der Vermählung der Lucy Steele mit Mr. Ferrars. Als Edward im Frühling die Dashwoods besucht und Elinor sich nach dem Befinden von „Mrs. Ferrars“ erkundigt, geht ihm auf, dass sie noch gar nicht darüber Bescheid weiß, dass, nachdem das Erbe auf seinen Bruder Robert übergegangen war, Lucy auch ihre Zuneigung auf diesen übertragen und ihn, Edward, freigegeben hatte. Sie sei also nunmehr Mrs. Robert Ferrars. Elinor stürzt um Fassung ringend aus dem Raum, er kann ihr nunmehr seine Liebe gestehen und sie willigt ein, seine Frau zu werden. Sie leben zusammen in einem bescheidenen Häuschen auf dem Lande.

## Ausstrahlung
In Großbritannien wurde die dreiteilige Verfilmung erstmals am 1. Januar 2008 und an den zwei darauffolgenden Sonntagen vom öffentlich-rechtlichen Sender BBC One ausgestrahlt. In den Vereinigten Staaten sendete der Sender PBS die Adaption als Bestandteil der Masterpiece-Serie am 30. März und am 6. April 2008.
In Deutschland fand die TV-Premiere der deutschsprachigen Fassung am 1. Januar 2009 im WDR-Fernsehen statt, wobei die drei Teile aufeinanderfolgend gezeigt wurden. Die französische Erstausstrahlung erfolgte auf dem zweisprachigen Kulturkanal arte am 6. März 2009, dabei konnten parallel die deutschen Zuschauer die deutsche Fassung empfangen.
Die DVD-Box erschien bereits am 4. Dezember 2008 im Handel.

## Kritik
„Inszenatorisch und ausstattungstechnisch gediegene Fernsehfilm-Miniserie nach dem Roman von Jane Austen. Die Hauptdarstellerinnen sagen ihre Dialoge freilich etwas hölzern vor, sodass man nur mit Mühe eine emotionale Nähe zu den Figuren aufbaut.“

„Bereits 1995 drehte Regisseur Ang Lee nach dem Drehbuch von Hauptdarstellerin Emma Thompson sein vielfach preisgekröntes Drama "Sinn und Sinnlichkeit", dass auf einem Roman von Jane Austen beruht. Im Gegensatz zu Lees stellenweise recht uninspiriert und fade wirkenden Werk ist John Alexanders Dreiteiler viel lebendiger gestaltet und auch die Ironie von Austens Vorlage wird hier gekonnt verarbeitet. Noch dazu spielen die beiden Hauptdarstellerinnen Hattie Morahan und Charity Wakefield in den Rollen der Elinor und Marianne Dashwood einfach überzeugender als seinerzeit Emma Thompson und Kate Winslet. Dies ist sicher auch der Verdienst von Drehbuchautor Andrew Davies, der als einer der profiliertesten Autoren Englands gilt.“